# 土方雄年
土方 雄年（ひじかた かつなが）は、伊勢菰野藩の第7代藩主。

## 生涯
寛延4年（1751年）9月4日、第6代藩主・土方雄端の長男として生まれる。宝暦8年（1758年）、父の死去により跡を継ぐ。幼少のために政務が執れなかったが、そのために家老や重臣らの中でも奸臣によって悪政が敷かれたと言われている。
やがて成長すると、藩政の実権を取り戻すために緩んだ綱紀の引き締めを図る。家老を蟄居させ、重臣連中を追放、強制的に隠居させるなどして、藩政の実権を掌握した。さらに藩財政再建のために藩政改革を行なうが、大坂や駿府の加番勤務、藩内における凶作などの天災から、藩財政は悪化の一途をたどった。
このため藩財政再建の打開策として、実子の義著を廃嫡し、当時幕府で権勢を誇っていた老中・田沼意次の六男を養子・雄貞として迎え、さらに継室に意次の養女を迎えるなどして幕府との関係強化、並びにその後ろ盾による財政援助を得ようとした。しかしこれにより、幕府に対する出費がさらに増大することとなり、一層の財政難を招いた。
安永9年（1780年）10月8日、養子の雄貞に家督を譲って隠居する。しかしなおも藩政の実権を掌握し、天明2年（1782年）に雄貞が早世すると、次の藩主は甥の義苗に継がせ、義苗が幼少であったことからなおも藩政を主導した。そして大大名並の派手な生活を送ったという。特に相撲好きで、たびたび相撲を興行し、寛政の改革で倹約令が施行されてもそれを無視して派手な生活を送り、藩の借金を9800両にまで膨らませたとまで言われている。
寛政7年（1795年）7月20日に死去した。享年45。

## 系譜
父母
- 土方雄端（父）
- 美代姫 ー 木下利潔（母）

正室、継室
- 石川総候の娘（正室）
- 田村村隆の養女 ー 伊達村定の娘（継室）
- 田沼意次の養女 ー 新見正則の娘（継々室）

子女
- 土方義著（長男）
- 松平親信室

養子
- 土方雄貞 ー 田沼意次の六男